# Tour de France 2019/12. Etappe
Die 12. Etappe der Tour de France 2019 fand am 18. Juli 2019 statt. Die 209,5 Kilometer lange Berg-Etappe führte von Toulouse nach Bagnères-de-Bigorre – die erste Berg-Etappe in den Pyrenäen. Der Belgier Jasper Philipsen (UAE Team Emirates) trat nicht mehr zur Tour an. Der Etappenstart war um 11:30 Uhr am Stadium Municipal, der scharfe Start erfolgte um 11:51 Uhr am Flughafen Toulouse-Blagnac.

## Rennverlauf
Nach mehreren Versuchen konnte sich nach 43 Kilometern erfolgreich eine Ausreißergruppe bilden. 40 Fahrer befanden sich an der Spitzengruppe, darunter mehrere große Namen. Zu denen gehörten Peter Sagan, Gregor Mühlberger, Daniel Oss, Maximilian Schachmann, Michael Mørkøv, Mathias Frank, Tony Gallopin, Oliver Naesen, Sonny Colbrelli, Iván García, Imanol Erviti, Dylan Teuns, Pello Bilbao, Dylan Groenewegen, Mike Teunissen, Alberto Bettiol, Simon Clarke, Tom Scully, Matteo Trentin, Simon Yates, Greg Van Avermaet, Serge Pauwels, Rui Costa, Alexander Kristoff, Fabio Felline, Jasper Stuyven, Michael Matthews, Nikias Arndt, Cees Bol, Nicolas Roche, Pierre-Luc Périchon, Julien Simon, Tiesj Benoot, Roger Kluge, Tim Wellens, Lilian Calmejane, Andrea Pasqualon, Edvald Boasson Hagen, Michael Valgren sowie Kévin Ledanois. Sie erzielten rasch einen Vorsprung zwischen vier und fünf Minuten.
Peter Sagan konnte seine Führung im Sprinterklassement weiter ausbauen, indem er als Erster den Zwischensprint vor Colbrelli und Kristoff erreichte. Zu Beginn des zweiten Berganstiegs (Col de Peyresourde) attackierten Lilian Calmejane und Sonny Colbrelli die Spitzengruppe, Colbrelli konnte allerdings nicht lange mithalten und ordnete sich etwa 5 Kilometer vor dem Gipfel in die Verfolgergruppe wieder ein. Im weiteren Verlauf reduzierte sich die Verfolgergruppe allmählich, vor allem die Sprinter hatten keine große Interesse in der Spitzengruppe mitzufahren und fuhren ihr eigenes Tempo. Calmejane wurde kurz vor der Bergwertung von den Verfolgern Wellens, Pauwels, Benoot, Clarke und Frank eingeholt. Wellens erreichte als erster die Bergwertung und festigte seine Führung in der Bergwertung. Das Peloton erreichte etwa 6 Minuten später den Col de Peyresourde. In der Abfahrt versuchte Simon Clarke sein Glück als Solist und erarbeitete sich einen Vorsprung von etwa 30 Sekunden zur nun 25-köpfigen Verfolgergruppe. Am Fuße der letzten Bergwertung, dem Hourquette d’Ancizan (9,9 km bei 7,5 %), hatte er etwas mehr als eine Minute Vorsprung auf Matteo Trentin, der sich von der Verfolgergruppe absetzen konnte und versuchte Clarke einzuholen. Der Vorsprung auf die Verfolgergruppe lag bei etwa 1:25 Minuten. Der Abstand zum Peloton betrug zu dem Zeitpunkt rund 6 Minuten.
Mehrere Fahrer aus der Verfolgergruppe gerieten beim Berganstieg in Schwierigkeiten und konnten das Tempo der Verfolgergruppe nicht mehr mithalten, darunter der Träger des Bergtrikots Tim Wellens. In der Verfolgergruppe erfolgte ein Angriff vom Schweizer Mathias Frank, gefolgt vom Österreicher Gregor Mühlberger. Ein Kilometer später ging Simon Yates mit Nicolas Roche und Tony Gallopin in die Offensive und konnten sich schnell dem Verfolgerduo anschließen. Etwa 5 Kilometer vor dem Gipfel wurde Clarke von Trentin überholt. Die Verfolgergruppe hinter Trentin und Clarke wuchs auf acht Fahrern, da Schachmann, Bilbao und Pauwels den Anschluss gefunden hatten. Clarke ließ sich wenig später von der Verfolgergruppe einholen. An dieser Stelle beschloss Simon Yates erneut anzugreifen, ihm folgte Mühlberger. Das Duo kam schnell zum Führenden, der dem Tempo nicht mehr mithalten konnte und ablassen musste. Das Spitzenduo erreichte zuerst den Gipfel, mit 6 Sekunden Vorsprung zu Bilbao und 50 Sekunden Vorsprung zur Verfolgergruppe. Das Peloton überquerte mit 8 Minuten Rückstand den Gipfel.
In der Abfahrt holte Bilbao das Spitzenduo ein. Mit mehr als einer Minute Vorsprung zu ihren Verfolgern beschloss das Spitzentrio zusammenzuarbeiten, sie hielten ihre Führung aufrecht und machten den Sieg unter sich aus. Den Etappensieg konnte im Sprint Simon Yates für sich entscheiden, der vor Bilbao und Mühlberger das Ziel erreichte. Mit einem Rückstand von 9:35 Minuten erreichte das Peloton das Etappenziel. Matteo Trentin wurde zum kämpferischsten Fahrer der Etappe ernannt. Das Team Trek-Segafredo übernahm die Führung der Mannschaftswertung. Es gab keine weiteren Veränderungen in den anderen Wertungen.
Der Italiener Giacomo Nizzolo (Team Dimension Data) beendete während der Etappe die Tour, er war einen Tag zuvor in einem Sturz verwickelt und konnte sich nicht davon erholen. Auch der Australier Rohan Dennis (Bahrain-Merida) gab die Tour auf, er stieg in der Verpflegungszone – für sein Team überraschend – von seinem Rad ab und verweigerte die Weiterfahrt.

## Zeitbonus
| Zeitbonus am Hourquette d’Ancizan | Zeitbonus am Hourquette d’Ancizan |
| Fahrer                            | Zeitbonus                         |
| --------------------------------- | --------------------------------- |
| Simon Yates (MTS)                 | 8 Sekunden                        |
| Gregor Mühlberger (BOH)           | 5 Sekunden                        |
| Pello Bilbao (AST)                | 2 Sekunden                        |

| Zeitbonus am Etappenziel | Zeitbonus am Etappenziel |
| Fahrer                   | Zeitbonus                |
| ------------------------ | ------------------------ |
| Simon Yates (MTS)        | 10 Sekunden              |
| Pello Bilbao (AST)       | 6 Sekunden               |
| Gregor Mühlberger (BOH)  | 4 Sekunden               |

## Aufgaben
- Jasper Philipsen (UAD): Nicht zur Etappe angetreten
- Giacomo Nizzolo (TDD): Aufgabe während der Etappe
- Rohan Dennis (TBM): Aufgabe während der Etappe